# Saurauia melastomacea
Saurauia melastomacea là một loài thực vật có hoa trong họ Dương đào. Loài này được (Turcz.) G.E. Hunter miêu tả khoa học đầu tiên..